# Algorithme d'intersection de Möller-Trumbore
L'algorithme d'intersection "rayon-triangle" de Möller-Trumbore, nommé après de ses inventeurs Tomas Möller et Ben Trumbore, est une méthode de calcul rapide de l'intersection d'un rayon et d'un triangle en trois dimensions, sans nécessiter le pré-calcul de l'équation du plan contenant le triangle. Il est utilisé en infographie pour effectuer du lancer de rayons sur un maillage triangulaire.

## Implémentation C++
Voici une implémentation de l'algorithme en C++ : 
```
bool
 
RayIntersectsTriangle
(
Vector3D
 
rayOrigin
,
 

                           
Vector3D
 
rayVector
,
 

                           
Triangle
*
 
inTriangle
,

                           
Vector3D
&
 
outIntersectionPoint
)

{

    
const
 
float
 
EPSILON
 
=
 
0.0000001
;

    
Vector3D
 
vertex0
 
=
 
inTriangle
->
vertex0
;

    
Vector3D
 
vertex1
 
=
 
inTriangle
->
vertex1
;
  

    
Vector3D
 
vertex2
 
=
 
inTriangle
->
vertex2
;

    
Vector3D
 
edge1
,
 
edge2
,
 
h
,
 
s
,
 
q
;

    
float
 
a
,
f
,
u
,
v
;

    
edge1
 
=
 
vertex1
 
-
 
vertex0
;

    
edge2
 
=
 
vertex2
 
-
 
vertex0
;

    
h
 
=
 
rayVector
.
crossProduct
(
edge2
);

    
a
 
=
 
edge1
.
dotProduct
(
h
);

    
if
 
(
a
 
>
 
-
EPSILON
 
&&
 
a
 
<
 
EPSILON
)

        
return
 
false
;
    
// Le rayon est parallèle au triangle.

    
f
 
=
 
1.0
/
a
;

    
s
 
=
 
rayOrigin
 
-
 
vertex0
;

    
u
 
=
 
f
 
*
 
(
s
.
dotProduct
(
h
));

    
if
 
(
u
 
<
 
0.0
 
||
 
u
 
>
 
1.0
)

        
return
 
false
;

    
q
 
=
 
s
.
crossProduct
(
edge1
);

    
v
 
=
 
f
 
*
 
rayVector
.
dotProduct
(
q
);

    
if
 
(
v
 
<
 
0.0
 
||
 
u
 
+
 
v
 
>
 
1.0
)

        
return
 
false
;

    
// On calcule t pour savoir ou le point d'intersection se situe sur la ligne.

    
float
 
t
 
=
 
f
 
*
 
edge2
.
dotProduct
(
q
);

    
if
 
(
t
 
>
 
EPSILON
)
 
// Intersection avec le rayon

    
{

        
outIntersectionPoint
 
=
 
rayOrigin
 
+
 
rayVector
 
*
 
t
;

        
return
 
true
;

    
}

    
else
 
// On a bien une intersection de droite, mais pas de rayon.

        
return
 
false
;

}

```

## Implémentation Java
Ce qui suit est une implémentation de l'algorithme en Java, utilisant javax.vecmath (API Java 3D): 
```
public
 
class
 
MollerTrumbore
 
{

    
private
 
static
 
double
 
EPSILON
 
=
 
0.0000001
;

    
public
 
static
 
boolean
 
rayIntersectsTriangle
(
Point3d
 
rayOrigin
,
 

                                                
Vector3d
 
rayVector
,

                                                
Triangle
 
inTriangle
,

                                                
Point3d
 
outIntersectionPoint
)
 
{

        
Point3d
 
vertex0
 
=
 
inTriangle
.
getVertex0
();

        
Point3d
 
vertex1
 
=
 
inTriangle
.
getVertex1
();

        
Point3d
 
vertex2
 
=
 
inTriangle
.
getVertex2
();

        
Vector3d
 
edge1
 
=
 
new
 
Vector3d
();

        
Vector3d
 
edge2
 
=
 
new
 
Vector3d
();

        
Vector3d
 
h
 
=
 
new
 
Vector3d
();

        
Vector3d
 
s
 
=
 
new
 
Vector3d
();

        
Vector3d
 
q
 
=
 
new
 
Vector3d
();

        
double
 
a
,
 
f
,
 
u
,
 
v
;

        
edge1
.
sub
(
vertex1
,
 
vertex0
);

        
edge2
.
sub
(
vertex2
,
 
vertex0
);

        
h
.
cross
(
rayVector
,
 
edge2
);

        
a
 
=
 
edge1
.
dot
(
h
);

        
if
 
(
a
 
>
 
-
EPSILON
 
&&
 
a
 
<
 
EPSILON
)
 
{

            
return
 
false
;
    
// Le rayon est parallèle au triangle.

        
}

        
f
 
=
 
1.0
 
/
 
a
;

        
s
.
sub
(
rayOrigin
,
 
vertex0
);

        
u
 
=
 
f
 
*
 
(
s
.
dot
(
h
));

        
if
 
(
u
 
<
 
0.0
 
||
 
u
 
>
 
1.0
)
 
{

            
return
 
false
;

        
}

        
q
.
cross
(
s
,
 
edge1
);

        
v
 
=
 
f
 
*
 
rayVector
.
dot
(
q
);

        
if
 
(
v
 
<
 
0.0
 
||
 
u
 
+
 
v
 
>
 
1.0
)
 
{

            
return
 
false
;

        
}

        
// On calcule t pour savoir ou le point d'intersection se situe sur la ligne.

        
double
 
t
 
=
 
f
 
*
 
edge2
.
dot
(
q
);

        
if
 
(
t
 
>
 
EPSILON
)
 
// // Intersection avec le rayon

        
{

            
outIntersectionPoint
.
set
(
0.0
,
 
0.0
,
 
0.0
);

            
outIntersectionPoint
.
scaleAdd
(
t
,
 
rayVector
,
 
rayOrigin
);

            
return
 
true
;

        
}
 
else
 
// On a bien une intersection de droite, mais pas de rayon.

        
{

            
return
 
false
;

        
}

    
}

}

```